# Australia Felix
Australia Felix è latino per "Australia felice" ed indica il nome dato da Thomas Mitchell ai pascoli lussureggianti di alcune parti dello Stato australiano del Victoria occidentale che egli esplorò nel 1836 durante la sua terza spedizione.
Nel corso di questa spedizione, a Mitchell vennero date istruzioni di raggiungere Menindee, quindi discendere il fiume Darling fino al mare, se questo lo avesse raggiunto; o, se si fosse gettato nel Fiume Murray risalire il Murray fino alla parte disabitata della colonia.
Tuttavia, la carenza d'acqua costrinse Mitchell a seguire il fiume Lachlan verso sudovest come sola rotta praticabile. Egli raggiunse il fiume Murrumbidgee il 12 maggio e lo seguì fino al Murray.
Alla fine di maggio, Mitchell raggiunse il Darling e lo risalì verso nord. Decise presto, mentre era ancora a 209 km in linea retta da Menindee, di abbandonare il sopralluogo dei deserti intorno al Darling e di usare le sue risorse per esplorare i paesi più promettenti lungo il Murray.
Tornando sulle sue orme, Mitchell risalì il Murray fino al 20 giugno quando raggiunse la confluenza con il fiume Loddon dove il paese sembrava così promettente che si diresse a sudovest in quello che è ora lo Stato del Victoria e rimase così incantato dalla regione da chiamarla Australia Felix.
I rapporti sull'eccellente terra da pascolo vergati da Mitchells al suo ritorno a Sydney, scatenarono una corsa alla terra.